# Stovies

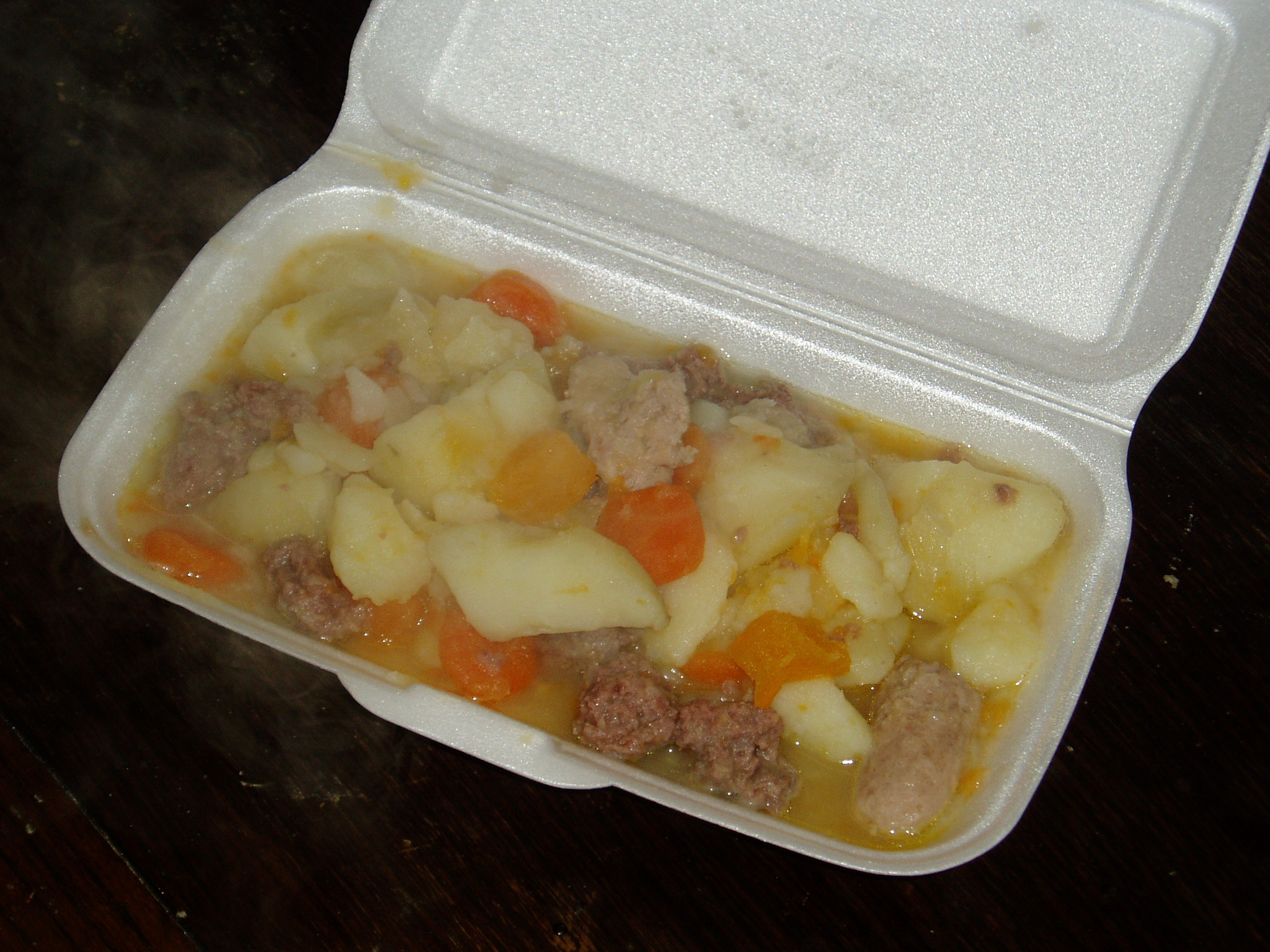
Stovies

Stovies ist die Bezeichnung für einen schottischen Resteeintopf.

## Zubereitung
Die Rezepte und Zutaten variieren stark, Grundlage sind jedoch immer Kartoffeln, welche nach dem Kochen mit Zwiebeln in Schmalz oder Butter angebraten werden. Meistens wird noch weiteres Gemüse wie Karotten hinzugegeben, auch  Rind- oder Lammfleisch, welches durch Käse ersetzt werden kann.
Traditionell isst man dazu Haferkekse.

## Name
Das Wort Stovies kommt aus dem schottischen; der Verb 'stove' bedeutet 'schmoren'. Die Speise wird manchmal auf Englisch als stovie potatoes bezeichnet.